# Gruesome School Trip
Pour plus de détails, voir Fiche technique et Distribution.
Gruesome School Trip (titre original : De griezelbus) est un film helvéto-néerlandais réalisé par Pieter Kuijpers, sorti en 2005.
Le scénario du film est basé sur la série de romans De Griezelbus de Paul van Loon.

## Fiche technique
- Titre international : Gruesome School Trip
- Titre original : De griezelbus
- Réalisation : Pieter Kuijpers
- Scénario : Burny Bos et Pieter Kuijpers d'après Paul van Loon
- Photographie : Bert Pot
- Montage :  J.P. Luijsterburg
- Musique : Paleis van Boem
- Direction artistique :  Edwin Kemper
- Décors :  Anne Marie Hilhorst
- Producteurs : Burny Bos, Michiel de Rooij, Sabine Veenendaal
- Producteur exécutif : Kim Klaase
- Société de production : Bos Bros. Film & TV Productions
- Société de distribution :  Warner Bros. (Pays-Bas), Delphis Films
- Pays d'origine :  Pays-Bas |  Suisse
- Langue : Néerlandais
- Budget :  2 292 046 € (estimation)
- Format : Couleurs — 35 mm — 2,35:1 — Son : Dolby Digital
- Genre : Film d'aventure, Film fantastique, Film d'horreur
- Durée : 96 minutes
- Dates de sortie : 
  -  Pays-Bas : 7 décembre 2005
  -  Belgique : 29 mars 2006
  -  États-Unis : 28 octobre 2006 (Chicago International Children's Film Festival (en))

## Distribution
- Angela Schijf : Sœur Ursula
- Serge Price : Onnoval
- Lisa Smit : Liselore
- Jim van der Panne : Gino
- Willem Nijholt : le guide touristique | le comte Vlapono
- Theu Boermans : Sok
- Romijn Conen : Maître de Vriend
- Tom Jansen : Nol van Paulo
- Sylvia Poorta : Gerda
- Fred Goessens : Ferluci
- Edo Brunner : Chauffeur Beentjes
- Perry Gits : Wesley
- Rowdy Gerritsen : Chris
- Robert Ruigrok van der Werve : un camarade de classe
- Floris Kant : un camarade de classe
- Mehmet Uzmay : un camarade de classe
- Paul van Loon : Gastgitariste

## Récompenses et distinctions
- 2006 : Primé au Chicago International Children's Film Festival (en)
- 2006 : Primé au Golden and Platin Film, Pays-Bas
- 2007 : Meilleur film au Leeds Young People's Film Festival[1]

## À noter
- Le film a été tourné du 23 mars 2005 au 12 mai 2005.